# Sänna
Sänna est une localité de Suède dans la commune d'Askersund située dans le comté d'Örebro.
Sa population était de 202 habitants en 2019.